# Mormolyca polyphylla
Mormolyca polyphylla là một loài thực vật có hoa trong họ Lan. Loài này được Garay & Wirth mô tả khoa học đầu tiên năm 1959.